# 卡季湖
卡季湖是俄羅斯的湖泊，位於錫霍特山脈北麓，處於黑龍江的右岸，由哈巴羅夫斯克邊疆區負責管轄，面積67平方公里，集水區面積902平方公里。